# قانون کنفرانس ۱۸۹۰ بروکسل

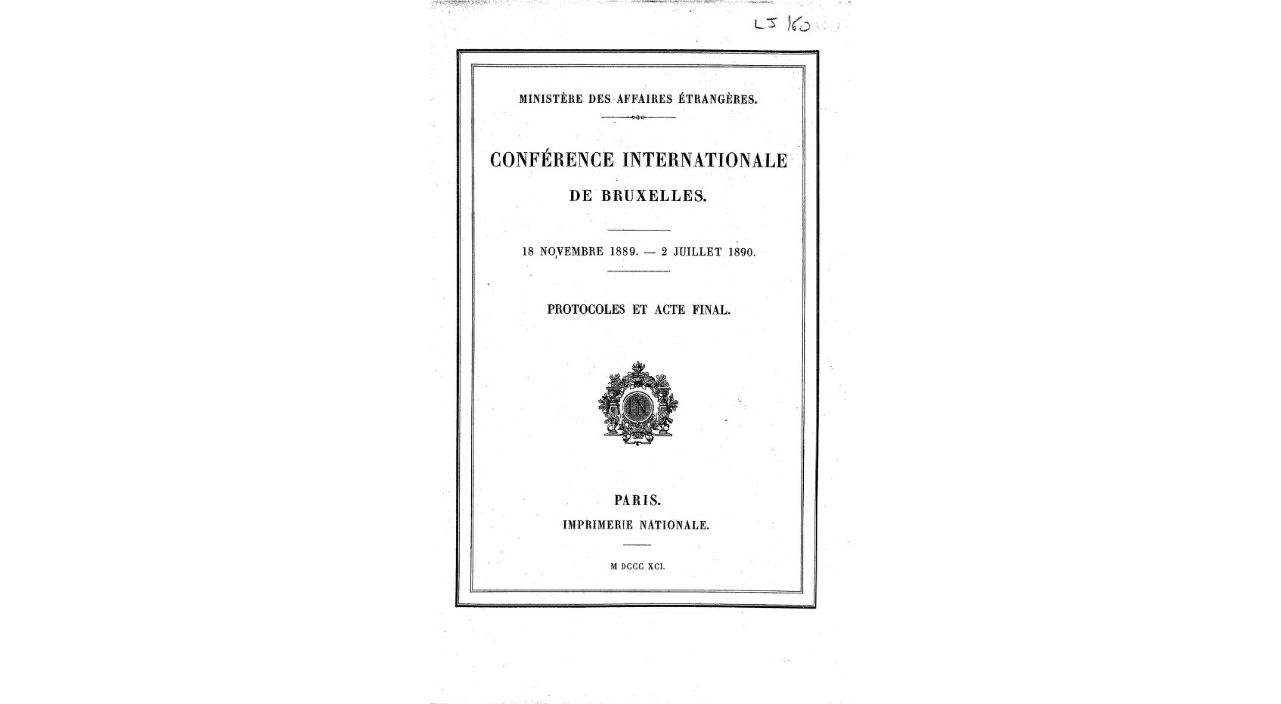
کنفرانس بین المللی بروکسل:18 نوامبر 1889 - 2 ژوئیه 1890، پروتکل ها و قانون نهایی / وزارت امور خارجه فرانسه.

قانون کنفرانس ۱۸۹۰ بروکسل (انگلیسی: Brussels Conference Act of 1890) (با عنوان کامل: کنوانسیون مربوط به تجارت بردگان و ورود به آفریقا با استفاده از سلاح گرم، مهمات و مشروبات الکلی) یک مجموعه اقدامات ضد برده‌داری بود که در روز ۲ ژوئیه سال ۱۸۹۰ در بروکسل تصویب شد.

## اجرا
قانون کنفرانس ۱۸۹۰ بروکسل از روز ۳۱ اوت ۱۸۹۱ اجرائی گردید. قانون می‌گوید «به تجارت برده چه از طریق زمین و چه از راه‌های دریائی خاتمه دهید، و شرایط مادی و معنوی نژادهای بومی را بهبود بخشید.» مذاکرات این قانون از کنفرانس ضد برده‌داری بروکسل سالهای ۱۸۸۹ تا ۱۸۹۰ بیرون آمد. این قانون خصوصاً رو به دولتهایی که در کنگو نفوذ یا حاکمیت داشتند، رو به امپراتوری عثمانی و دیگر قدرتهایی بود که در تجارت برده در سواحل شرقی آفریقا، اقیانوس هند و سایر نقاط دست داشتند. برای مثال ماده ۲۱ این قانون می‌گوید مناطقی که باید تحت نظر گرفته شوند، عبارتند از: سواحل اقیانوس هند (ازجمله خلیج فارس و دریای سرخ)، بلوچستان تا کلیمان (در موزامبیک) … و ماداگاسکار.

## علت تدوین
قانون کنفرانس ۱۸۹۰ بروکسل برای تأسیس شعبه دفتر بین‌المللی در زنگبار تدوین شد. در ماده ۶۸ می‌گوید: دولتها ارزش والای قانون ممنوعیت قاچاق سیاهپوستان را درک می‌کنند، این قانون در تاریخ ۴ تا ۱۶ دسامبر ۱۸۸۹ توسط امپراتور عثمانی صادر شد، و مقامات حکومت عثمانی برای حسن اجرای آن سیستمهای نظارتی برقرار کردند، مخصوصاً غرب عربستان و سایر راه‌های ارتباطی که این سواحل را به سایر نقاط تحت سیطره این امپراتوری در آسیا وصل می‌کند تحت کنترل گرفتند. از شاه ایران و سلطان زنگبار درخواست شد تا همینگونه اقدامات را در حوزه حکمرانی خود انجام دهند. (ماده ۶۸و ۷۰) شرکت کنندگان در این کمپین موافقت کردند تا جلو فروش تفنگ و سایر انواع تسلیحات را به آفریقاییان بگیرند. امضا کنندگان این موافقتنامه عبارت بودند از: انگلستان، فرانسه، آلمان، پرتقال، دولت آزاد کنگو، ایتالیا، اسپانیا، هلند، بلژیک، روسیه، اطریش، مجارستان، سوئد، نروژ، دانمارک، ایالات متحده آمریکا، دولت عثمانی، زنگبار و ایران. قانون بروکسل توسط معاهده سن ژرمن ان‌لاو که دولتهای درگیر در جنگ جهانی اول در روز ۱۰ سپتامبر ۱۹۱۹ امضا کردند تکمیل و اصلاح شد.